# Gekko romblon
Espèce
Statut de conservation UICN

 LC  : Préoccupation mineure
Gekko romblon est une espèce de geckos de la famille des Gekkonidae.

## Répartition
Cette espèce est endémique des Philippines. Elle se rencontre sur Romblon et Tablas

## Étymologie
Le nom de cette espèce, romblon, vient du lieu où elle a été découverte la province de Romblon.

## Publication originale
- Brown & Alcala, 1978 : Philippine lizards of the family Gekkonidae. Silliman University, Dumaguete City, Philippines, p. 1-146.